# Кидал

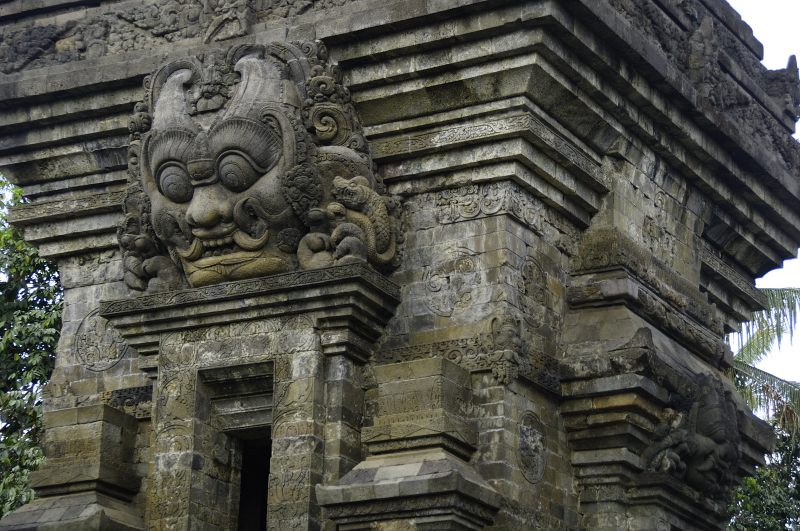
Деталь Калы и Макары, вырезанные на перемычке портала храма Кидал

Кидал (индон. Candi Kidal) — индуистский храм, построенный в честь Анусапати, второго короля Сингасари после его смерти в 1248 году. Расположен в деревне Рейокидал в районе Тумпанг на востоке Явы, примерно в 20 км к востоку от Маланга, отреставрирован в 1990-х годах. Имеет три уровня, расположенные на возвышении. У подножия храма три яванских маски изображают историю Гаруды:188.
Ранее в храмовой комнате (гарбхагра) находилась статуя Шивы Махадевы, посмертная обожествлённая статуя Анусапати. В настоящее время статуя хранится в Королевском тропическом институте в Амстердаме.

## Расположение
Расположен у подножья горы Бромо на высоте 52 метра над уровнем моря близ деревня Рейокидал, драйон Тумпанг, примерно в 20 км к востоку от города Маланг. Построен в 1248 году ко времени окончания серии похоронных церемоний в честь умершего царя Анусапати. После завершения реставрации в 1990-х годах этот храм открыт для туристов. По количеству посетителей храм уступает близлежащим храмам Сингосари, Джаго и Джави. Вероятно, это связано с тем, что он расположен далеко в сельской местности и редко упоминается в туристических путеводителях.

## Архитектура
Храм имеет несколько интересных архитектурных особенностей по сравнению с другими храмами. Он построен из андезита и состоит из 3 ярусов, которые символизируют ноги, тело и голову. Подножие храма невысокое, с небольшой лестницей, корпус более узкий, чем площадь подножья и крыши, что создает впечатление стройности. На подножье и корпусе — медальонные украшения, а тело храма украшают круглые пояса. Крыша храма состоит из 3-х уровней, уменьшающихся кверху, а верхняя часть имеет довольно широкую поверхность без украшений крыши, таких как ратна (характерная черта индуистских храмов) или ступа (характерная черта буддийских храмов).
Главная достопримечательность храма — голова Кали, вырезанная над входом. Эта богиня широко известна как хранительница священных зданий. Фигура с жутко выпученными глазами, открытым ртом и двумя большими изогнутыми клыками производит устрашающее впечатление. Наличие клыков у хранителя входа характерно для восточно-яванского храма. В левом и правом углах пальцы сложены в угрожающую мудру.

## Реставрация
В результате реставрационных работ 1990-х годов раскопаны остатки фундамента стены, которая изначально окружала храм с четырёх сторон. С западной стороны через стену проходила входная лестница в храмовый комплекс, но трудно определить, была ли она в первоначальной постройке. По сравнению с современным уровнем почвы храм погружён в землю на глубину примерно на 1 метр. Неизвестно, находился ли он на таком уровне изначально, или это является следствием стихийного бедствия, такого как наводнение или извержение вулкана.
По возрасту храм Кидал является старейшим храмом Восточной Явы. Это связано с тем, что в периоды Мпу Синдок (XI в.), Эйрланга (XI в.) и Кедири (XII в.) храмы не строились, за исключением таких культовых построек, как Бела (Гемпол) и Джолотундо (Травас). Согласно литературному источнику Нагаракретагама, существовал более старый храм Кагененган, который посещал Кен Арок, отчим Анусапати, но этот храм так и не был найден.

## Рельефы Гаруды
В основании храма высечены три барельефа, изображающих историю легендарной птицы Гаруда. По индийской мифологии Гаруда, рождённый в виде гигантской птицы, освободил из рабства себя и свою мать, похитив у богов сосуд со священной водой амритой. В средние века этот миф был очень популярен на острове Ява.
Похожие барельефы можно увидеть в другом храме Восточной Явы, в храме Сукух (северный склон горы Лаву). История Гаруды была очень широко распространена в то время, когда возникла индуистская религия секты вайшнавов (Вишну), особенно во времена царств Кахурипан и Кедири, поскольку Гаруда был постоянным спутником Вишну и служил ему ездовой птицей, перенося его на своей спине.
Повествование о Гаруде в храме Кидал высечено на трех барельефах, каждый из которых расположен на одной из сторон подножья храма, за исключением стороны, где находится вход. Барельефы расположены по порядку против часовой стрелки, первый находится на южной (правой от входной лестницы) стороны. Первый рельеф изображает Гаруду с тремя змеями, второй — Гаруду с сосудом на голове, третий - Гаруду, несущего женщину. Среди трех барельефов самым эффектным является второй, сохранившийся в оригинальном виде до настоящего времени.

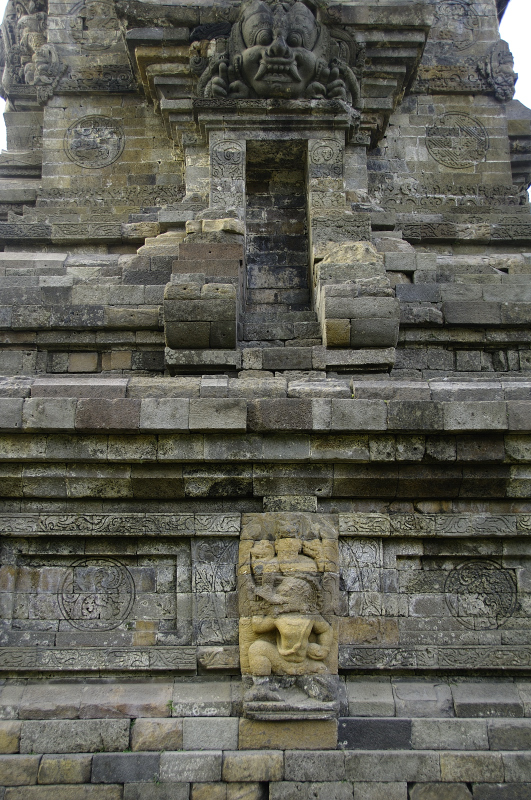
Гаруда со змеями
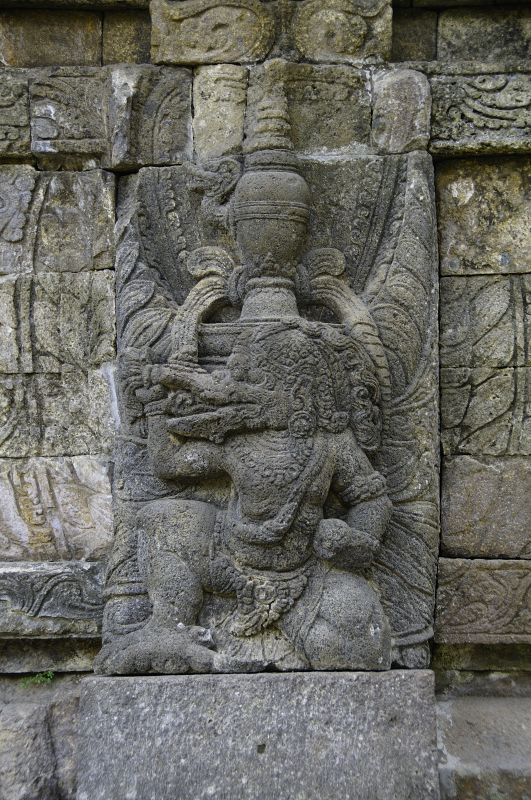
Гаруда с сосудом амриты
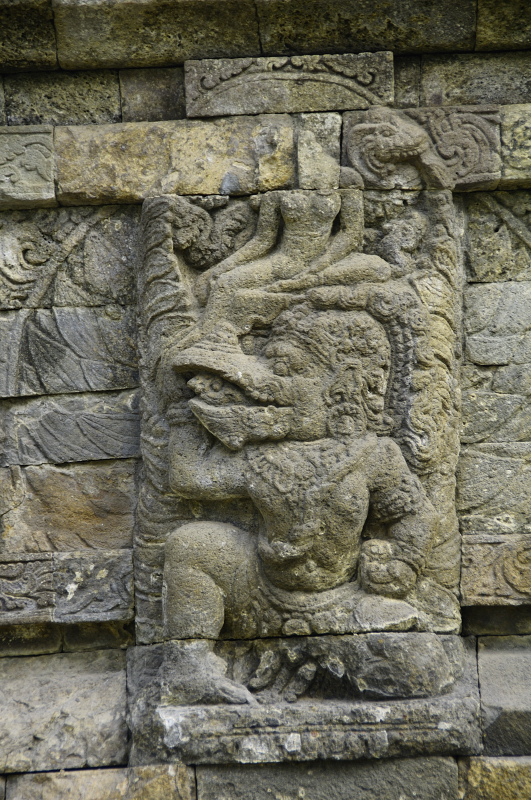
Гаруда, несущий мать